# Gabriel Yared
Gabriel Yared (Beirut, 6 de octubre de 1949) es un compositor libanés conocido principalmente por su trabajo en el cine francés y estadounidense.
Su trabajo en Francia incluye las bandas sonoras de Betty Blue y Camille Claudel. Más tarde comenzó a trabajar en películas de idioma inglés, concretamente las dirigidas por Anthony Minghella. Ganó un Premio Oscar y un Premio Grammy por su trabajo en El paciente inglés (1996) y fue nominado por El talento de Mr. Ripley (1999) y Cold Mountain (2003).

## Biografía
Con 7 años, Yared dio clases de acordeón con un profesor. Dos años más tarde abandonó las clases de acordeón y comenzó a estudiar teoría musical y piano. Su profesor de piano pensaba que Yared no tendría futuro en la música.
Aunque no era un pianista natural estaba especialmente interesado en la lectura de la música.
Con 14 años su profesor de piano murió y fue reemplazado por el organista de la Universidad Saint-Joseph. Usó la biblioteca de la universidad para leer todos los trabajos de Bach, Schumann, y muchos otros. Sus intensivas lecturas inspiraron su primera composición original, un vals de piano.
Yared se graduó en derecho. Su educación musical formal comenzó cuando viajó a Francia en 1969, y asistió a la École Normale de Musique de Paris como estudiante no matriculado. Allí aprendió las reglas de la composición musical de Henri Dutilleux.
A finales de 1971, fue a Brasil para visitar a su tío. Allí, el presidente de la Federación Mundial de festivales de música ligera le pidió que escribiera una canción para representar a los libaneses en el Festival de Música de Río de Janeiro. Su canción ganó el primer premio.
En Brasil, siguió actuando con su pequeña orquesta. Yared mantiene que Brasil ha influido fuertemente en su trabajo.
En 1975, hizo los arreglos del álbum Minacantalucio para la popular cantante italiana Mina.
Entonces volvió a Francia, donde conoció a los hermanos Costa y colaboró con ellos. Allí, escribió muchas orquestaciones y llegó a las tres mil en solo seis años.
Sin limitarse a las orquestaciones, Yared colaboró con Jacques Dutronc, Françoise Hardy, Charles Aznavour, Mireille Mathieu, etc.. También le puso música a gran cantidad de jingles de radio y televisión.

## Bandas sonoras
Yared es especialmente conocido por sus colaboraciones con Anthony Minghella. Su primera colaboración con Minghella fue la película de 1996 El paciente inglés, con la que ganó un Oscar a la Mejor Música Original. Ha compuesto las partituras de todas las películas de Minghella, así como la música para la serie de televisión "The No. 1 Ladies 'Detective Agency", creada por Minghella y Richard Curtis.
Además de su trabajo con Minghella, Yared ha compuesto las partituras para numerosas películas, incluyendo City of Angels (1998), El amante (1992), Mensaje en una botella (1999), Otoño en Nueva York (2000), The Next Best Thing (2000), Posesión (2002) y Bon voyage (2003).
Su trabajos más recientes han sido las bandas sonoras de Amelia de 2009 y En la tierra de sangre y miel, de 2011.

## Filmografía
- Salve quien pueda, la vida (1980) Música.
- Le téléphone sonne toujours deux fois!! (1985) Música.
- 37°2 le matin [Betty Blue] (1986) Música.
- Beyond Therapy (1987) Música.
- Camille Claudel (1989) Música.
- Clean and Sober (1988) Música.
- Gandahar (1988) Música.
- Romero (1989) Música.
- Vincent y Theo (1990) Música.
- Tatie Danielle (1991) Música y tema principal "The Complaint of the Old Bitch" (interpretada por Catherine Ringer).
- L'Amant [The Lover] (1992) Música.
- Map of the Human Heart (1993) Música.
- El paciente inglés (1996) Música original.
- City of Angels (1998) Música y orquestaciones .
- Mensaje en una botella (1999) Música y orquestaciones.
- El talento de Mr. Ripley (1999) Música, orquestaciones y canciones.
- Otoño en Nueva York (2000) Compositor y director de orquesta.
- The Next Best Thing (2000) Música, director de orquesta y orquestaciones.
- Possession (2002) Compositor, director de orquesta y orquestaciones.
- Bon voyage (2003) Música.
- Cold Mountain (2003) Compositor y orquestaciones.
- Sylvia (2003) Compositor.
- Shall We Dance? (2004) Música.
- Troy (2004) Compositor y orquestaciones.
- La vida de los otros (2006) Música.
- Breaking and Entering (2006) Música.
- Music By Gabriel Yared (2006) Documental sobre Yared.
- 1408 (2007) Música.
- Coco Chanel & Igor Stravinsky (2009) Música original.
- El Erizo (2009) Música original.
- Amelia (2009) Música original.
- En la tierra de sangre y miel (2011) Música original.
- Rebelle(War Witch) (2012) Música y tema principal "Musima" (interpretada por Os Kiezos).

## Premios y distinciones
Premios Óscar
| Año  | Categoría                  | Película                 | Resultado |
| ---- | -------------------------- | ------------------------ | --------- |
| 1997 | Mejor banda sonora - Drama | El paciente inglés       | Ganador   |
| 2000 | Mejor banda sonora         | El talento de Mr. Ripley | Nominado  |
| 2004 | Mejor banda sonora         | Cold Mountain            | Nominado  |

Además recibió un Globo de oro y tres nominaciones a los Bafta por las mismas películas y ganó ambos premios por El paciente inglés además en 2009: Seminci - Valladolid: mejor música (ex-aquo) por "Le hérisson" ("El erizo")
Ha sido nominado a dos premios Grammy nuevamente ganando por El paciente inglés.

## Películas sobre él
- In the Tracks of Gabriel Yared